# وشیکا
وشیکا (به لاتین: Vašica) یک منطقهٔ مسکونی در کرواسی است که در استان خودمختار وویوودینا واقع شده‌است.

## خصوصیات
وشیکا ۱٬۷۱۷ نفر جمعیت دارد.